# Džebel Chélia
Džebel Chélia (arabsky جبل شيليا) je hora v pohoří Aurès, s nadmořskou výškou přibližně 2300 metrů druhá či třetí nejvyšší hora v Alžírsku (nejvyšší je Tahat v pohoří Ahaggar). Některé zdroje udávají nadmořskou výšku 2331 metrů, další zdroj 2328 metrů.

## Poloha
Nachází se ve vzdálenosti asi 70 km po silnici jihovýchodně od hlavního města stejnojmenné provincie Batna na severovýchodě Alžírska. Hora a její okolí se nachází národním parku Parc National de Chélia.

## Cestovní ruch
Na horu lze vystoupit v jakémkoliv ročním období. V zimě je pokryta sněhovou pokrývkou.